# Горка (Мишутинский сельсовет)
Горка — деревня в Вожегодском районе Вологодской области.
Входит в состав Мишутинского сельского поселения, с точки зрения административно-территориального деления — в Мишутинский сельсовет.
Расстояние по автодороге до районного центра Вожеги — 61 км, до центра муниципального образования Мишутинской — 5 км. Ближайшие населённые пункты — Лукьяновская, Климовская, Погорелка.
По переписи 2002 года население — 28 человек (10 мужчин, 18 женщин). Всё население — русские.